# Капитан Леши
«Капитан Леши» (серб. Капетан Леши) — югославский военный фильм, снятый режиссёром Жикой Митровичем по собственному сценарию в 1960 году.

## Сюжет
1944 год в Югославии. Рамиз Леши, по происхождению косовский албанец, капитан, командир партизанского отряда, получает от командования задачу ликвидировать банду албанских сепаратистов из фашистской организации Балли Комбетар в Косово. Капитан Леши приступает к выполнению задания, но дело осложняется тем, что в банде находится его родной брат.
Смелые действия Рамиза Леши приводят к уничтожению сепаратистов, к тому же ему удаётся вернуть брата на правильный путь…

## В ролях
- Александар Гаврич — капитан Рамиз Леши
- Петре Прличко — Шок
- Димитар Киостаров — Коста
- Эльма Карлова — Лола
- Мария Точиноски — Вида
- Абдуррахман Шала — майор Демир (озвучание- Драган Лакович)
- Душан Тадич — Ибрагим
- Павле Вуисич
- Душан Антониевич
- Райнер Пенкерт — Ахмет
- Миливойе Попович-Мавид — поручик Имер